# Iso Sammaljärvi
Ala-Sammaljärvi och Ylä-Sammaljärvi eller Iso Sammaljärvi är en sjö i Finland. Den ligger i kommunen Nurmes i landskapet Norra Karelen, i den centrala delen av landet, 500 km nordost om huvudstaden Helsingfors. Ala-Sammaljärvi och Ylä-Sammaljärvi ligger 198,1 meter över havet. Den ligger vid sjön Mujejärvi. Den är 6 meter djup. Arean är 73,9 hektar och strandlinjen är 6,96 kilometer lång. Sjön  ingår i Vuoksens huvudavrinningsområde. 